# Gerard Lambert
Leonard Gerard Lambert, alias Kees de Belg, (Sint-Gillis (België), 24 maart 1919 – Lunteren (Nederland), 15 april 1945) was een Belgisch-Nederlandse verzetsstrijder tijdens de Tweede Wereldoorlog.

## Levensloop

### Afkomst
Lamberts vader Joseph was mijningenieur. Tijdens de Eerste Wereldoorlog vluchtte hij naar Nederland, waar ze onderdak vonden in Nieuw-Milligen. Later verbleef hij in Haarlem, waar hij Annet Natte leerde kennen. Nadat zij zwanger bleek te zijn trad het stel in het huwelijk. Zij beviel van een zoon. Het gezin keerde na de oorlog terug naar België waar de tweede zoon Gerard geboren werd.

### In Belgische dienst
Vier jaar na Gerards geboorte overleed Joseph Lambert. Zijn moeder besloot terug te keren naar Nederland en hertrouwde daar met de rietdekker Steven Kamphorst, met wie zij nog twee kinderen kreeg. Het gezin ging wonen in De Glind, waar Lambert rond zijn 18e een kleine fietswerkplaats begon. In 1939 werd hij door België opgeroepen voor de dienstplicht. Na de Belgische overgave op 28 mei 1940 trok Lamberts afdeling naar het zuiden van Frankrijk, waar zij zich uiteindelijk in de buurt van de Pyreneeën overgaven op last van een Duitsgezinde burgemeester.

### Betrokken bij het verzet
Na zijn vrijlating uit krijgsgevangenschap keerde Lambert terug in Nederland. Door de burgemeester van Barneveld Joachim Westrik werd hij gewaarschuwd dat zijn fietswerkplaats niet gezien werd als "werk". Hij moest "echt" werk gaan zoeken, anders dreigde tewerkstelling in Duitsland. Hierdoor aangespoord slaagde Lambert erin snel werk te vinden bij een fietsenmaker in Voorthuizen.
Rond 1942 raakte Lambert betrokken bij de hulp aan ondergedoken Joden. Omdat zijn activiteiten in een klein dorp als Voorthuizen te veel opvielen, besloot hij in 1943 onder te duiken in Ederveen bij de fietsenmaker Van Schoonhoven aan de Meikade 11; hij nam hier de schuilnaam Cornelis van den Berg aan. Omdat hij nog steeds sprak met een Belgisch accent kreeg hij de bijnaam Kees de Belg.
Lamberts activiteiten speelden zich af op de hele West-Veluwe. Zelf raakte hij betrokken bij de Raad van Verzet. Namens de Raad van Verzet gaf hij in september 1944 aan de verschillende Edese verzetsgroepen een boodschap namens prins Bernhard door dat zij moesten fuseren in een organisatie, namelijk de Binnenlandse Strijdkrachten.

### Operatie Pegasus
Na de door de geallieerden verloren Slag om Arnhem bleven veel Britse parachutisten in de regio achter. Lambert was betrokken bij de opsporing en het verlenen van onderdak. In de nacht van 22 op 23 oktober 1944 werd een groep van meer dan honderd Britten de Rijn overgezet tijdens Operatie Pegasus. Samen met Wim Peelen zorgde Lambert dat hun wapens ter plekke kwamen in De Keijenberg in Renkum. Zij reden op een boerenwagen met daarop de wapens dwars door Bennekom. Omdat Bennekom op last van de bezetter geëvacueerd werd, waren er weinig controles.
Een maand later nam hij deel aan Operatie Pegasus II, waarbij een kleinere groep soldaten de Rijn overgezet moest worden. Lambert nam niet deel aan de crossing zelf, maar was samen met onder andere Bart van Elst aanwezig op boerderij Westerode aan de weg tussen Ede en Otterlo. Dit was het laatste punt waar men kon aanhaken bij de groep die vanuit Lunteren vertrokken was. Geen van de deelnemers bereikte echter de boerderij. De hele operatie liep uit op een mislukking. De meeste geallieerde militairen werden gepakt en kwamen in krijgsgevangenschap. Verschillende verzetsleden die werden gepakt moesten dat met de dood bekopen.

### Wapendroppingen
Lambert nam deel aan verschillende wapendroppingen: in de nacht van 10 november bij Nederwoud, op 28 december bij Lunteren en aan de voor het Edese verzet rampzalig verlopen wapendropping in de nacht van 8 op 9 maart, eveneens bij Lunteren in de buurt. Lambert slaagde er in veilig weg te komen, maar 17 andere deelnemers werden gepakt. Uit de verhoren van de gepakte verzetslieden, die een aantal dagen later werden gefusilleerd, werd wel zijn naam en signalement bekend.

### Arrestatie en dood
Op basis van de informatie uit de verhoren slaagde de Sicherheitsdienst (SD) er in de maand na de wapendropping in een aantal Edese verzetsleden op te sporen. Abraham Kipp en Ries Jansen waren twee van de SD-ers die jacht op Lambert maakten. Op 7 april werd hij op de Molenstraat in Ede bij toeval aangehouden, samen met David de Nooij. Vervolgens werden beide mannen overgebracht naar De Wormshoef in Lunteren, na de Slag om Arnhem het regionale hoofdkwartier van de SD.
In De Wormshoef werd Lambert tijdens ondervragingen zwaar gemarteld. Het is onduidelijk in hoeverre Lambert gevoelige informatie prijs gaf. Intussen rukten de geallieerden vanuit het oosten snel op. De groep ter dood veroordeelde gevangenen werd overgebracht naar Kamp Amersfoort en later naar het westen van het land. Zij overleefden uiteindelijk de oorlog. Een ander deel van de gevangenen liet de SD vrij, terwijl zij zelf op de vlucht sloeg.

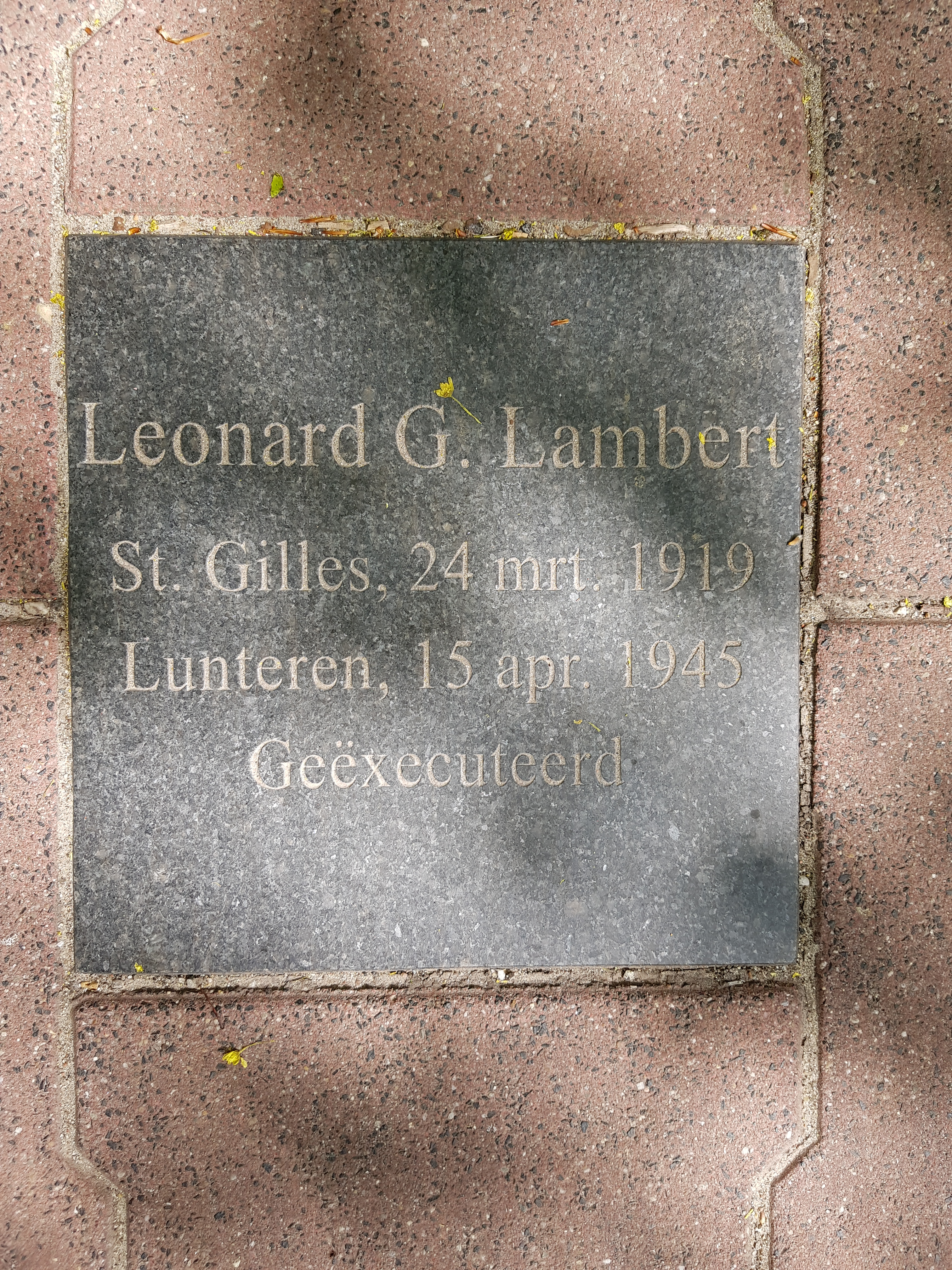
De tegel die ligt op de plek thv Dorpsstraat 202 Lunteren waar dhr Lambert na executie dood is gevonden

In de middag van 15 april 1945 trof de Lunteraan Willem de Koning tijdens het uitlaten van zijn hond in de buurt van De Wormshoef een vers gedolven eenmansgraf aan. Daar werd een verminkt lichaam aangetroffen met een kogel in het hoofd. Op basis van een gouden ring met daarin de naam van zijn vriendin en een gebitsprothese werd het lichaam geïdentificeerd als zijnde Gerard Lambert.

## Postuum
Na de oorlog werd het lichaam van Lambert bijgezet in Het Mausoleum in Ede. Hij ontving in maart 1947 postuum de Amerikaanse Medal of Freedom. In april 2017 werd bekend dat er in Ederveen een straat naar Lambert wordt vernoemd.